# Haubitzer See
Der Haubitzer See ist wie der benachbarte Hainer See und Kahnsdorfer See aus dem Braunkohletagebau „Witznitz II“ hervorgegangen und gehört zum Leipziger Neuseenland. Er liegt nördlich von Borna und südlich von Leipzig im Gemeindegebiet Neukieritzsch und erreichte 2006 seinen Endwasserstand.